# Sphigmothorax tsushimanus
Sphigmothorax tsushimanus är en skalbaggsart som beskrevs av Hayashi 1961. Sphigmothorax tsushimanus ingår i släktet Sphigmothorax och familjen långhorningar. Inga underarter finns listade i Catalogue of Life.